# Горское сельское поселение (Солецкий район)
Горское сельское поселение — упразднённое муниципальное образование в Солецком муниципальном районе Новгородской области России.
Административный центр — деревня Горки.
Упразднено в марте 2020 года в связи с преобразованием муниципального района в муниципальный округ. Оно соответствует административно-территориальной единице Горское поселение Солецкого района.

## География
Территория сельского поселения расположена на западе Новгородской области. По территории протекает река Шелонь.

## История
Горское сельское поселение было образовано законом Новгородской области от 17 января 2005 года № 399-ОЗ, Горское поселение — законом Новгородской области от 11 ноября 2005 года № 559-ОЗ.
12 апреля 2010 года в состав поселения вошли населённые пункты упразднённого Куклинского сельского поселения.

## Население
| 2010 | 2012  | 2013  | 2014  | 2015  | 2016  | 2017  |
| ---- | ----- | ----- | ----- | ----- | ----- | ----- |
| 1453 | ↘1359 | ↘1307 | ↘1234 | ↗1249 | ↘1216 | ↘1212 |

## Населённые пункты
В состав поселения входят 41 населённый пункт.
| №  | Населённый пункт | Тип населённого пункта | Население |
| -- | ---------------- | ---------------------- | --------- |
| 1  | Абрамково        | деревня                | 45        |
| 2  | Болото           | деревня                | 57        |
| 3  | Болтово          | деревня                | 19        |
| 4  | Большие Липицы   | деревня                | 4         |
| 5  | Боровня          | деревня                | 68        |
| 6  | Веретье          | деревня                | 13        |
| 7  | Владимировка     | деревня                | 3         |
| 8  | Вольные Дубравы  | деревня                | 1         |
| 9  | Вязище           | деревня                | 49        |
| 10 | Вяхорево         | деревня                | 10        |
| 11 | Глубокое         | деревня                | 1         |
| 12 | Горки            | деревня                | 244       |
| 13 | Городище         | деревня                | 69        |
| 14 | Городок          | деревня                | 22        |
| 15 | Гребня           | деревня                | 34        |
| 16 | Гремок           | деревня                | 14        |
| 17 | Дорогостицы      | деревня                | 85        |
| 18 | Замостье         | деревня                | 20        |
| 19 | Заполье          | деревня                | 9         |
| 20 | Заречье          | деревня                | 5         |
| 21 | Илемно           | деревня                | 44        |
| 22 | Казачий Лютец    | деревня                | 0         |
| 23 | Каменка          | деревня                | 35        |
| 24 | Клин             | деревня                | 67        |
| 25 | Крапивно         | деревня                | 98        |
| 26 | Кузнецово        | деревня                | 10        |
| 27 | Куклино          | деревня                | 125       |
| 28 | Леменка          | деревня                | 39        |
| 29 | Малые Дубравы    | деревня                | 1         |
| 30 | Малые Липицы     | деревня                | 1         |
| 31 | Мячково          | деревня                | 2         |
| 32 | Набережная       | деревня                | 5         |
| 33 | Нива             | деревня                | 54        |
| 34 | Никольское       | деревня                | 2         |
| 35 | Петрово          | деревня                | 12        |
| 36 | Петровщина       | деревня                | 10        |
| 37 | Поляны           | деревня                | 16        |
| 38 | Ретно            | деревня                | 150       |
| 39 | Софиевка         | деревня                | 6         |
| 40 | Строкино         | деревня                | 1         |
| 41 | Шелонско         | деревня                | 3         |

## Достопримечательности
- остатки деревянной церкви 1631 года и руины каменной церкви 1810 года в деревне Илемно.
- Усадьба Ванюковых в деревне Каменка.